# Neopelma
Neopelma és un gènere d'ocells de la família dels píprids (Pipridae). Agrupa espècies natives d'Amèrica del Sud, les àrees de distribució de les quals es troben des de l'est de Colòmbia, sud de Veneçuela i Guaiana, per l'Amazònia, fins a les zones tropicals de l'est del Perú i nord de Bolívia per l'oest i fins al litoral sud-est del Brasil.

## Descripció
Els ocells d'aquest gènere són de color olivaci molt apagat i fosc i inconspícues, que habiten al sotabosc de selves humides; les cinc espècies són essencialment al·lopàtriques. Mesuren entre 13 i 14 cm de longitud i els mascles es reuneixen en petits leks per exhibir-se.

## Taxonomia
Els estudis de filogènia molecular de Tello et al (2009) i McKay et al (2010), van verificar l'existència de dos clades ben diferenciats dins de la família Pipridae: un anomenat de subfamília Neopelminae (Tello, Moyle, Marchese & Cracraft, 2009) agrupant els manaquís més semblants als tirànids dels gèneres Neopelma i Tyranneutes; i els altres gèneres anomenats de «manaquís pròpiament dits» en un clade monofilètic. Això va ser plenament confirmat pels amplis estudis de filogènia molecular dels passeriformes suboscines realitzats per Ohlson et al (2013).
El Comitè de Classificació de Sud-americà (SACC) adopta aquesta última divisió i seqüència lineal dels gèneres, a partir de l'aprovació de la Proposta N° 591. La classificació Clements Checklist v.2017, el IOC, l'HBW, BLI i el Comitè Brasiler de Registres Ornitològics (CB) adopten integralment aquesta seqüència i divisió.
El nom genèric Neopelma es compon de les paraules del grec antic «neos» que significa “nou”, “diferent”, i «pelma, pelmats» que significa “sola del peu”.
Segons la Classificació del Congrés Ornitològic Internacional (versió 15.1, 2025) aquest gènere està format per cinc espècies:
- Neopelma pallescens - manaquí ventreclar.
- Neopelma chrysocephalum - manaquí crestagroc.
- Neopelma aurifrons - manaquí de Wied.
- Neopelma chrysolophum - manaquí de Serra do Mar.
- Neopelma sulphureiventer - manaquí ventregroc.